# BlaBlaCar
BlaBlaCar – największy na świecie serwis wspólnych przejazdów (ridesharing) dla osób podróżujących na długich dystansach, stworzony w 2006 roku we Francji przez Frédérica Mazzellę. Serwis łączy kierowców dysponujących wolnymi miejscami w swoich samochodach z pasażerami podróżującymi w tym samym kierunku. BlaBlaCar funkcjonuje w 22 państwach i liczy ponad 40 milionów użytkowników. W Polsce działa od 2012 roku.
Funkcjonowanie BlaBlaCar jest przykładem ekonomii współdzielenia. Zasadą wspólnych podróży jest dzielenie się kosztami przejazdu. Oznacza to, że kierowca nie może pobrać opłat od pasażerów w kwocie większej, niż faktyczne koszty jego podróży. Maksymalna wysokość opłaty od pasażera jest odgórnie ustalona przez serwis i nie pozwala kierowcy osiągać zysku, co oznacza, że kwoty te nie podlegają opodatkowaniu.
Kierowcy i pasażerowie zainteresowani wspólnymi przejazdami muszą zarejestrować w serwisie swój profil ze zdjęciem, informacją o sobie i – w przypadku kierowców – o pojeździe. Profil zawiera też oceny i komentarze od innych użytkowników, jak również informację o połączeniu z innymi profilami w mediach społecznościowych. Dane te, ze względów bezpieczeństwa, są weryfikowane przez administratorów portalu.
Korzystanie przez kierowców ze wspólnych przejazdów, w ramach których dzielą się z pasażerami kosztami swoich podróży, nie ma wpływu na ważność obowiązkowego ubezpieczenia od odpowiedzialności cywilnej – niezależnie od firmy ubezpieczeniowej, w której zakupiona została polisa OC. Nie jest zatem potrzebne żadne dodatkowe ubezpieczenie.

## Państwa, w których funkcjonuje BlaBlaCar
- Hiszpania – od 2009[10]
- Wielka Brytania – od czerwca 2011[11]
- Holandia, Luksemburg, Belgia, Polska i Portugalia – od października 2012[12]
- Włochy – od marca 2012 po pozyskaniu PostoinAuto.it[13]
- Rosja i Ukraina – od lutego 2014 po pozyskaniu Podorozhniki[14][15]
- Niemcy – od kwietnia 2013[16]
- Indie – od stycznia 2015[17]
- Turcja – od września 2014[18]
- Meksyk – od kwietnia 2015 po wykupieniu Aventones[19]
- Chorwacja, Rumunia, Serbia i Węgry – po przejęciu AutoHop[20]
- Brazylia – od grudnia 2015[21]
- Słowacja i Czechy – od lutego 2016[22]

W 2015 r. BlaBlaCar wykupiło niemiecki Carpooling.com.